# Shagrath
Shagrath, pseudonimo di Stian Thoresen (Jessheim, 18 novembre 1976), è un cantante e polistrumentista norvegese, fondatore, insieme a Silenoz, del gruppo musicale symphonic black metal norvegese Dimmu Borgir.
Prima di fondare la band assieme a Silenoz, faceva parte degli Starkness, dei Fimbulwinter e dei Ragnarok. Ha creato nel 2004 un progetto hard rock denominato Chrome Division, gruppo fortemente ispirato dai Motörhead, con cui ha pubblicato tre album prestando la sua opera come chitarrista. Oltre a lui nella band sono presenti membri di altre band già affermate, come Minas Tirith, Ashes to Ashes e The Kovenant.
Nell'ottobre del 2009 Shagrath assieme a King (già bassista dei Gorgoroth) raduna alcuni dei nomi più noti della scena black metal per formare gli Ov Hell, progetto riconosciuto dalla critica come una "All star band" considerato il prestigio dei musicisti coinvolti. Nel 2010 gli Ov Hell pubblicano il loro primo album con Shagrath al microfono..
Il suo nome d'arte, Shagrath, è tratto da Il Signore degli Anelli di J. R. R. Tolkien, dove Shagrath è il nome di un orchetto di Mordor. Oltre a cantare sa suonare la chitarra, il basso, i sintetizzatori, le tastiere e la batteria.
Tra le sue influenze musicali, Shagrath cita anche Rob Zombie e si definisce fan dei Bathory.
È apparso anche nel videoclip di March of Mephisto del gruppo musicale statunitense Kamelot.
È stato sposato con Christina Fulton, attrice ed ex compagna di Nicolas Cage.
Il tatuaggio con il suo nome ad arco sulla pancia ha lo stesso carattere del logo dei Bathory.
Shagrath ha due figlie, Alva e Enya, avute da due donne diverse.